# Kinberg (Sigmarszell)
Kinberg (westallgäuerisch: Khibərg) ist ein Gemeindeteil der Gemeinde Sigmarszell im bayerisch-schwäbischen Landkreis Lindau (Bodensee). Um Verwechslungen mit dem Nahen (Ost-)Kinberg im Markt Scheidegg zu vermeiden, wird der Ort oftmals als Westkinberg oder Hinterkinberg bezeichnet.

## Geographie
Der Weiler liegt circa fünf Kilometer östlich des Hauptorts Sigmarszell und er gehört der Region Westallgäu an. Südlich von Kinberg befindet sich das Naturschutzgebiet Rohrachschlucht. Ebenfalls im Süden verläuft die Bundesstraße 308 (Queralpenstraße).

## Ortsname
Der Ortsname leitet sich vom mittelhochdeutschen Wort kien für Kiefer ab und bedeutet Berg mit Kiefern.

## Geschichte
Kinberg wurde erstmals urkundlich im Jahr 1290 als Chienberg erwähnt. 1698 wurde die Wendelinskapelle oberhalb des Orts erbaut. 1771 fand die Vereinödung in Kinberg mit neun Teilnehmern statt. Seit 1931 findet alljährlich der Reiterumzug Wendelinsritt kommend aus Niederstaufen und Scheidegg zur Kapelle statt.

## Baudenkmäler
Siehe: Liste der Baudenkmäler in Kinberg